# Columbus Athletic Supply
Los Columbus Athletic Supply fueron un equipo de baloncesto que jugó una temporada en la National Basketball League (NBL), competición antecesora de la actual NBA, con sede en la ciudad de Columbus (Ohio). Fue fundado en 1936.

## NBL
El equipo debutó en la Midwest Basketball Conference, liga que al año siguiente se convertiría en la NBL, en la temporada 1936-37, finalizando en la cuarta posición en la División Este. En la campaña siguiente, ya en la NBL, Columbus firmó una decepcionante actuación con una victoria en 13 partidos, no llegando a finalizar la temporada y desapareciendo como equipo profesional.

### Trayectoria
Nota: G: Partidos ganados P:Partidos perdidos 
| Temporada | Liga | G | P  | %    | Posición | División      | Play-offs       |
| --------- | ---- | - | -- | ---- | -------- | ------------- | --------------- |
| 1936-37   | MBC  | 6 | 5  | .545 | 4º       | División Este | No se clasificó |
| 1937-38   | NBL  | 1 | 12 | .091 | 6º       | División Este | No se clasificó |